# Баньки (Польща)
Баньки (Банькі, пол. Bańki) — село в Польщі, у гміні Більськ-Підляський Більського повіту Підляського воєводства. Населення — 100 осіб (2011).

## Історія
Вперше згадується 1528 року. Мешканцями села були руські путні бояри на службі більського замку.
У 1975—1998 роках село належало до Білостоцького воєводства.

## Демографія
Демографічна структура станом на 31 березня 2011 року:
|          | Загалом | Допрацездатний вік | Працездатний вік | Постпрацездатний вік |
| -------- | ------- | ------------------ | ---------------- | -------------------- |
| Чоловіки | 48      | 12                 | 29               | 7                    |
| Жінки    | 52      | 11                 | 23               | 18                   |
| Разом    | 100     | 23                 | 52               | 25                   |